# Vaste activa
Onder vaste activa (non-current assets of fixed assets) van een bedrijf worden de bezittingen verstaan waarvan het daarvoor benodigde vermogen voor een periode langer dan een jaar is vastgelegd. Voorbeelden hiervan zijn de gebouwen, inventaris, de machines en installaties, en de transportmiddelen. Het zijn de bezittingen die een bedrijf gebruikt voor de bedrijfsvoering, en niet om te verhandelen.
In het jaarrekeningrecht onderscheidt men drie soorten vaste activa:
- Immateriële vaste activa
- Materiële vaste activa
- Financiële vaste activa

De waardering van de vaste activa op de balans is:
waardering = aanschafprijs − afschrijvingen + of − herwaardering (IFRS of actuele waarde).